# Liste der Baudenkmäler in Montan
Die Liste der Baudenkmäler in Montan (italienisch Montagna) enthält die 40 als Baudenkmäler ausgewiesenen Objekte auf dem Gebiet der Gemeinde Montan in Südtirol.
Basis ist das im Internet einsehbare offizielle Verzeichnis der Baudenkmäler in Südtirol. Dabei kann es sich beispielsweise um Sakralbauten, Wohnhäuser, Bauernhöfe und Adelsansitze handeln. Die Reihenfolge in dieser Liste orientiert sich an der Bezeichnung, alternativ ist sie auch nach der Adresse oder dem Datum der Unterschutzstellung sortierbar.

## Liste
| Foto |                 | Bezeichnung                                        | Standort                                                | Eintragung                   | Beschreibung | Metadaten                                                         |
| ---- | --------------- | -------------------------------------------------- | ------------------------------------------------------- | ---------------------------- | --- | ----------------------------------------------------------------- |
| ja   | Datei hochladen | Amplatz ID: 16079                                  | Kirchplatz 10 46° 19′ 53″ N, 11° 18′ 16″ O              | 31. Okt. 1977 (BLR-LAB 7581) | Ländliches Wohnhaus/Bauernhof                                                                                     | KG: Montan Bauparzelle: 24/1                                      |
| ja   | Datei hochladen | Bildstock ID: 16113                                | 46° 19′ 36″ N, 11° 17′ 50″ O                            | 10. Apr. 1989 (BLR-LAB 1871) | Bildstock | KG: Montan Grundparzelle: 594, 594/1, 594/2                       |
| ja   | Datei hochladen | Bildstock ID: 16112                                | 46° 19′ 39″ N, 11° 17′ 54″ O                            | 10. Apr. 1989 (BLR-LAB 1871) | Bildstock | KG: Montan Grundparzelle: 75/1                                    |
| ja   | Datei hochladen | Enn ID: 16076                                      | 46° 19′ 54″ N, 11° 18′ 28″ O                            | 19. Juli 1949 (MD)           | Burg/Schloss | KG: Montan Bauparzelle: 4/1                                       |
| ja   | Datei hochladen | Feldsaltner ID: 16089                              | Glener Straße 14 46° 19′ 40″ N, 11° 18′ 6″ O            | 31. Okt. 1977 (BLR-LAB 7581) | Ländliches Wohnhaus/Bauernhof                                                                                     | KG: Montan Bauparzelle: 54, 54/1                                  |
| ja   | Datei hochladen | Gasthaus zur Rose ID: 16083                        | Kirchplatz 17 46° 19′ 51″ N, 11° 18′ 15″ O              | 31. Okt. 1977 (BLR-LAB 7581) | Gasthaus | KG: Montan Bauparzelle: 30/1                                      |
| ja   | Datei hochladen | Gasthof zum Goldenen Löwen ID: 16081               | Kirchplatz 11 46° 19′ 52″ N, 11° 18′ 17″ O              | 31. Okt. 1977 (BLR-LAB 7581) | Gasthaus | KG: Montan Bauparzelle: 28                                        |
| ja   | Datei hochladen | Gregori ID: 16094                                  | Pinzoner Straße 26 46° 19′ 41″ N, 11° 17′ 57″ O         | 31. Okt. 1977 (BLR-LAB 7581) | Ländliches Wohnhaus/Bauernhof                                                                                     | KG: Montan Bauparzelle: 520, 61                                   |
| ja   | Datei hochladen | Grünwein in Pinzon ID: 16104                       | Glener Weg 2 46° 19′ 10″ N, 11° 17′ 34″ O               | 31. Okt. 1977 (BLR-LAB 7581) | Ländliches Wohnhaus/Bauernhof                                                                                     | KG: Montan Bauparzelle: 481, 482, 93 Grundparzelle: 823, 825, 826 |
| ja   | Datei hochladen | Hans-Klocker-Gasse 1 in Pinzon ID: 16098           | Hans-Klocker-Gasse 1 46° 19′ 14″ N, 11° 17′ 34″ O       | 31. Okt. 1977 (BLR-LAB 7581) | Ansitz | KG: Montan Bauparzelle: 82, 89                                    |
| ja   | Datei hochladen | Hans-Klocker-Gasse 2 in Pinzon ID: 16100           | Hans-Klocker-Gasse 2 46° 19′ 15″ N, 11° 17′ 34″ O       | 31. Okt. 1977 (BLR-LAB 7581) | Ländliches Wohnhaus/Bauernhof                                                                                     | KG: Montan Bauparzelle: 84                                        |
| ja   | Datei hochladen | Hans-Klocker-Gasse 4 in Pinzon ID: 16099           | Hans-Klocker-Gasse 4 46° 19′ 15″ N, 11° 17′ 33″ O       | 31. Okt. 1977 (BLR-LAB 7581) | Ländliches Wohnhaus/Bauernhof                                                                                     | KG: Montan Bauparzelle: 83/1                                      |
| ja   | Datei hochladen | Hans-Klocker-Gasse 8 in Pinzon ID: 16097           | Hans-Klocker-Gasse 8 46° 19′ 16″ N, 11° 17′ 32″ O       | 31. Okt. 1977 (BLR-LAB 7581) | Ländliches Wohnhaus/Bauernhof                                                                                     | KG: Montan Bauparzelle: 77                                        |
| ja   | Datei hochladen | Hilber ID: 16080                                   | Schloß-Enn-Straße 3 46° 19′ 53″ N, 11° 18′ 17″ O        | 31. Okt. 1977 (BLR-LAB 7581) | Ländliches Wohnhaus                                                                                               | KG: Montan Bauparzelle: 25                                        |
| ja   | Datei hochladen | Hilber in Pinzon ID: 16102                         | 46° 19′ 15″ N, 11° 17′ 35″ O                            | 10. Apr. 1989 (BLR-LAB 1871) | Ländliches Wohnhaus/Bauernhof                                                                                     | KG: Montan Bauparzelle: 86                                        |
| ja   | Datei hochladen | Hofkeller ID: 16093                                | Pinzoner Straße 20 46° 19′ 41″ N, 11° 17′ 59″ O         | 31. Okt. 1977 (BLR-LAB 7581) | Ländliches Wohnhaus/Bauernhof                                                                                     | KG: Montan Bauparzelle: 60                                        |
| ja   | Datei hochladen | Jansen ID: 16096                                   | Pinzoner Straße 46° 19′ 37″ N, 11° 17′ 51″ O            | 31. Okt. 1977 (BLR-LAB 7581) | Ländliches Wohnhaus/Bauernhof                                                                                     | KG: Montan Bauparzelle: 64                                        |
| ja   | Datei hochladen | Kaserer ID: 16091                                  | Glener Straße 16 46° 19′ 40″ N, 11° 18′ 6″ O            | 31. Okt. 1977 (BLR-LAB 7581) | Ländliches Wohnhaus/Bauernhof                                                                                     | KG: Montan Bauparzelle: 57/2, 57/4                                |
| ja   | Datei hochladen | Kirchplatz 14-15 ID: 16082                         | Kirchplatz 14-15 46° 19′ 51″ N, 11° 18′ 15″ O           | 31. Okt. 1977 (BLR-LAB 7581) | Ländliches Wohnhaus/Bauernhof                                                                                     | KG: Montan Bauparzelle: 29                                        |
| ja   | Datei hochladen | Lindenhöfl in Pinzon ID: 16101                     | 46° 19′ 16″ N, 11° 17′ 36″ O                            | 31. Okt. 1977 (BLR-LAB 7581) | Ländliches Wohnhaus/Bauernhof                                                                                     | KG: Montan Bauparzelle: 85                                        |
| ja   | Datei hochladen | Maria-Schnee-Kapelle in Gschnon ID: 16108          | 46° 18′ 13″ N, 11° 18′ 33″ O                            | 31. Okt. 1977 (BLR-LAB 7581) | Kloster | KG: Montan Bauparzelle: 156                                       |
| ja   | Datei hochladen | Oberberger ID: 16077                               | St. Bartholomäus Straße 20 46° 19′ 55″ N, 11° 18′ 12″ O | 31. Okt. 1977 (BLR-LAB 7581) | Ländliches Wohnhaus/Bauernhof                                                                                     | KG: Montan Bauparzelle: 19/2                                      |
| ja   | Datei hochladen | Oberer Weißensteiner ID: 16088                     | Glener Straße 20 46° 19′ 45″ N, 11° 18′ 11″ O           | 31. Okt. 1977 (BLR-LAB 7581) | Ländliches Wohnhaus/Bauernhof                                                                                     | KG: Montan Bauparzelle: 53                                        |
| ja   | Datei hochladen | Pfarrkirche St. Bartholomäus ID: 16074             | 46° 19′ 51″ N, 11° 18′ 16″ O                            | 31. Okt. 1977 (BLR-LAB 7581) | Kirche | KG: Montan Bauparzelle: 1/1, 1/2                                  |
| ja   | Datei hochladen | Pfarrwidum ID: 16075                               | Kirchplatz 13 46° 19′ 51″ N, 11° 18′ 18″ O              | 31. Okt. 1977 (BLR-LAB 7581) | Widum/Kanonikerhaus                                                                                               | KG: Montan Bauparzelle: 2/1                                       |
| ja   | Datei hochladen | Piebl in Kalditsch ID: 16109                       | 46° 20′ 37″ N, 11° 19′ 42″ O                            | 10. Apr. 1989 (BLR-LAB 1871) | Ländliches Wohnhaus/Bauernhof                                                                                     | KG: Montan Bauparzelle: 170                                       |
| ja   | Datei hochladen | Pinzoner Straße 13 ID: 16085                       | Pinzoner Straße 13 46° 19′ 50″ N, 11° 18′ 14″ O         | 31. Okt. 1977 (BLR-LAB 7581) | Ländliches Wohnhaus/Bauernhof                                                                                     | KG: Montan Bauparzelle: 41, 503, 504 Grundparzelle: 2104          |
| ja   | Datei hochladen | Rainer ID: 16090                                   | Glener Straße 18 46° 19′ 40″ N, 11° 18′ 6″ O            | 31. Okt. 1977 (BLR-LAB 7581) | Ländliches Wohnhaus/Bauernhof                                                                                     | KG: Montan Bauparzelle: 56                                        |
| ja   | Datei hochladen | Rainer in Glen ID: 16106                           | 46° 19′ 23″ N, 11° 18′ 5″ O                             | 10. Apr. 1989 (BLR-LAB 1871) | Ländliches Wohnhaus/Bauernhof                                                                                     | KG: Montan Bauparzelle: 97                                        |
| ja   | Datei hochladen | Rothenhof mit Loretokapelle in Kalditsch ID: 16110 | 46° 20′ 35″ N, 11° 19′ 27″ O                            | 19. Juli 1949 (MD)           | Ländliches Wohnhaus/Bauernhof; die Loretokapelle befindet sich etwas südlich auf 46° 20′ 31,6″ N, 11° 19′ 28,4″ O | KG: Montan Bauparzelle: 172, 173                                  |
| ja   | Datei hochladen | Sagmeisterhaus ID: 16086                           | Glener Straße 25 46° 19′ 49″ N, 11° 18′ 13″ O           | 10. Apr. 1989 (BLR-LAB 1871) | Ländliches Wohnhaus/Bauernhof                                                                                     | KG: Montan Bauparzelle: 46                                        |
| ja   | Datei hochladen | Saltnerhäuschen in Pinzon ID: 16105                | 46° 19′ 13″ N, 11° 17′ 25″ O                            | 31. Okt. 1977 (BLR-LAB 7581) | Ländliches Wohnhaus/Bauernhof                                                                                     | KG: Montan Bauparzelle: 94                                        |
| ja   | Datei hochladen | Schulgasse 3 ID: 16084                             | Schulgasse 3 46° 19′ 50″ N, 11° 18′ 13″ O               | 10. Apr. 1989 (BLR-LAB 1871) | Ländliches Wohnhaus/Bauernhof                                                                                     | KG: Montan Bauparzelle: 36                                        |
| ja   | Datei hochladen | St. Kosmas und Damian in Glen ID: 16107            | 46° 19′ 2″ N, 11° 17′ 51″ O                             | 19. Juli 1949 (MD)           | Kapelle | KG: Montan Bauparzelle: 120                                       |
| ja   | Datei hochladen | St. Stefan mit Friedhof in Pinzon ID: 16103        | 46° 19′ 13″ N, 11° 17′ 36″ O                            | 31. Okt. 1977 (BLR-LAB 7581) | Kirche | KG: Montan Bauparzelle: 261, 91/1, 91/2                           |
| ja   | Datei hochladen | Tombl ID: 16092                                    | 46° 19′ 41″ N, 11° 18′ 2″ O                             | 31. Okt. 1977 (BLR-LAB 7581) | Ländliches Wohnhaus/Bauernhof                                                                                     | KG: Montan Bauparzelle: 59                                        |
| ja   | Datei hochladen | Tschaup ID: 16095                                  | 46° 19′ 40″ N, 11° 17′ 56″ O                            | 31. Okt. 1977 (BLR-LAB 7581) | Ländliches Wohnhaus/Bauernhof                                                                                     | KG: Montan Bauparzelle: 62                                        |
| ja   | Datei hochladen | Unterer Weißensteiner ID: 16087                    | Schulgasse 46° 19′ 47″ N, 11° 18′ 10″ O                 | 31. Okt. 1977 (BLR-LAB 7581) | Ländliches Wohnhaus/Bauernhof                                                                                     | KG: Montan Bauparzelle: 52/1, 52/2                                |
| ja   | Datei hochladen | Varesco ID: 16078                                  | Friedhofstraße 3 46° 19′ 53″ N, 11° 18′ 14″ O           | 31. Okt. 1977 (BLR-LAB 7581) | Ländliches Wohnhaus/Bauernhof                                                                                     | KG: Montan Bauparzelle: 21                                        |
| ja   | Datei hochladen | Veitner in Kalditsch ID: 16111                     | 46° 19′ 57″ N, 11° 18′ 51″ O                            | 10. Apr. 1989 (BLR-LAB 1871) | Ländliches Wohnhaus/Bauernhof                                                                                     | KG: Montan Bauparzelle: 184                                       |

Falls bei einem Baudenkmal keine Koordinaten bekannt sind, werden ersatzweise die Katasterdaten zum Zeitpunkt der Unterschutzstellung angegeben. Diese sind weder offiziell noch zwingend aktuell.
Die vom Landesdenkmalamt übernommenen Adressen können veraltet sein.
| Foto:   | Fotografie des Denkmals. Klicken des Fotos erzeugt eine vergrößerte Ansicht. Daneben finden sich zwei Symbole: |
| ID      | Identifikator beim Südtiroler Landesdenkmalamt                                                                 |
| KG      | Katastralgemeinde                                                                                              |
| MD      | Ministerialdekret                                                                                              |
| BLR-LAB | Beschluss der Landesregierung – Landesausschussbeschluss                                                       |